# Nguyễn Tài Tuệ
Nguyễn Tài Tuệ (15 tháng 5 năm 1936 - 11 tháng 2 năm 2022) là một nhạc sĩ cách mạng ở Việt Nam.

## Tiểu sử và sự nghiệp
| “                        | Cả đời tôi phấn đấu không mệt mỏi, ngay cả bây giờ khi đã ở tuổi cổ lai hy vẫn miệt mài với âm nhạc. Một nhạc sĩ phải duy trì được lòng yêu nghề bởi làm âm nhạc nghèo lắm. Tôi có thể đi viết thuê dễ kiếm tiền nhưng sẽ mất dần ý chí và ước vọng cho sự nghiệp. Tác phẩm nào tôi có thể viết được và tôi có thể viết hay, thì tôi sẽ làm, còn cái nào chỉ viết để lấy tiền thì dứt khoát tôi sẽ không bao giờ làm! | ” |
| — Nhạc sĩ Nguyễn Tài Tuệ | |   |

Nhạc sĩ Nguyễn Tài Tuệ sinh ngày 15 tháng 5 năm 1936 tại xã Đại Đồng, huyện Thanh Chương, tỉnh Nghệ An. Ông đến với âm nhạc từ niềm say mê thời tuổi thơ. Ông mê mẩn với những điệu "ví dặm" những khúc hát "đò đưa" của quê hương. Nửa về nửa lại buồn đây, về thì nhớ mẹ mà ở đây thì nhớ nhà - có lúc ông đã khóc vì những câu hát đó.
Năm 1955, khi học hết cấp 3, Nguyễn Tài Tuệ ra Hà Nội. Bố muốn tôi đi theo con đường văn chương để làm thầy giáo vì đất quê ông phong trào học và ước mơ làm thầy giáo lớn lắm. Ngoài ra, ông theo học guitar ở chỗ Nghệ sĩ Nhân dân Trọng Bằng. Học được một thời gian, ông mới thấy âm nhạc là cái nghiệp của mình chứ không phải văn chương và ông đi theo tiếng gọi của nó. Bước đầu, Nguyễn Tài Tuệ về làm diễn viên của Đoàn ca múa nhân dân Trung ương hát với những Quốc Hương, Mai Khanh, Chu Minh, Thương Huyền trong một dàn hợp xướng và cứ thế đi vào sáng tác dần dần.
Đầu năm 1957 ông lên công tác tại Đoàn ca múa Lao - Hà Yên. Tại đó ông được tiếp xúc nhiều với dân ca các dân tộc Tày, Nùng, Mông, Dáy... và có những sáng tác như: "Mùa xuân gọi bạn", "Suối Mường Hum còn chảy mãi", hợp xướng "Xuân về trên bản"...
Hết hai năm, đầu năm 1959, ông về Hà Nội công tác tại Ban nghiên cứu âm nhạc dân gian - tiền thân của Viện Nghiên cứu âm nhạc dân gian hiện nay. Tại nơi này ông đã hoàn thành ca khúc nổi tiếng Tiếng hát giữa rừng Pắc Bó và tiếp theo là ca khúc Xa khơi. Và nhiều tác phẩm thanh nhạc và khí nhạc khác.
Những năm 1956 - 1957, Nguyễn Tài Tuệ đã đi thực tế ở khu vực cầu Hiền Lương, Cửa Tùng và đảo Cồn Cỏ... Nhà thơ Lưu Trọng Lư dẫn đầu đoàn văn nghệ sĩ, họ sống ở bên này sông Bến Hải hàng tháng trời.
Lúc đó, khó khăn chồng chất khó khăn, đất nước bị chia cắt gây đôi miền. Cảnh chiều chiều vợ ra bến ngóng chồng, ông ra sông ngóng cháu từ phía bên kia. Những đôi trai gái chưa kịp cưới nhau đã phải chia lìa để cứ chiều chiều đứng bên này khoát nón sang bên kia gọi nhau mà không thể gần nhau được.
Nguyễn Tài Tuệ tự hỏi mình: "Ngoài biển kia con cá nục đến con cá măng còn đi đi lại lại, bay nhảy thoải mái giữa 2 miền, tại sao con người lại bị ngăn cách? Và, ông lấy khát vọng thống nhất đất nước làm chủ đề bài hát "Xa khơi".
Dù không được đào tạo bài bản qua các trường âm nhạc, nhưng Nguyễn Tài Tuệ có rất nhiều ca khúc nổi tiếng, đặc biệt là những ca khúc về truyền thống, cách mạng.
Ông mất ngày 11 tháng 2 năm 2022 tại Hà Nội hưởng thọ 85 tuổi.

## Tác phẩm
- Xa khơi[8]
- Tiếng hát giữa rừng Pác Bó[9]
- Lời ca gửi Noọng
- Mùa xuân gọi bạn
- Suối Mường Hum còn chảy mãi
- Xuân về trên bản
- Mơ quê[10][11]
- Xôn xao bến nước.

## Câu nói
| “                        | Tôi vẫn nói rằng cả Hội Nhạc sĩ Việt Nam cứ mỗi người có một bài hay thì đã là tuyệt vời lắm rồi. Tôi luôn quan niệm: "quý hồ tinh, bất quý hồ đa". Chớ có nghĩ nhiều là hay, là tốt nhé! Tôi ngấm sâu lời thầy tôi dạy ngày nào: "Nếu không có tác phẩm xuất sắc thì không có gì cả". Tôi có khoảng 15 ca khúc và một số tác phẩm khí nhạc - giao hưởng thính phòng. Tôi rất tránh "lạc theo" con đường số lượng. | ” |
| — Nhạc sĩ Nguyễn Tài Tuệ | |   |

| “                        | Xưa nay tôi đã từng viết nơi này nơi nọ. Có người đem thơ đến, nhờ tôi phổ nhạc, tôi chỉ nói: "Tác phẩm nào tôi có thể viết được và tôi có thể viết hay, thì tôi sẽ làm, còn cái nào chỉ viết để lấy tiền thì dứt khoát tôi sẽ không bao giờ làm! | ” |
| — Nhạc sĩ Nguyễn Tài Tuệ | |   |

## Giải thưởng
Với những ca khúc đi vào lòng người đã đưa nhạc sĩ Nguyễn Tài Tuệ đến với Giải thưởng Nhà nước về Văn học Nghệ thuật (2001), Huân chương Lao động hạng Nhì, Huy chương Vì sự nghiệp Âm nhạc Việt Nam,...